# Julián Espina
Julián Espina (* 1964 in Gijón, Spanien) ist ein argentinischer christlicher Fundamentalist und Priester. Er ist der Leiter einer radikalkatholischen, nur lose organisierten Gruppe, die vorwiegend in Córdoba aktiv ist und durch zahlreiche, zum Teil gewalttätige Aktionen vor allem gegen kulturelle, von dieser Gruppe als blasphemisch bewertete Veranstaltungen in die Schlagzeilen geriet.
Espina bezeichnet sich selbst als „Sklave der Jungfrau Maria“ und ist Anhänger des Lefebvrismus, einer traditionalistischen katholischen Splittergruppe, die die durch das Zweite Vatikanische Konzil eingeleiteten Reformen bekämpft. Der offizielle argentinische Lefebvrismus hat sich allerdings von Espinas Aktionen distanziert.

## Leben
Mit 4 Jahren zog Espina mit seiner Familie nach Argentinien. Nach dem Militärdienst trat er mit 19 Jahren in ein Priesterseminar ein. Heute wohnt er in El Retiro Molinari, nahe der Stadt Cosquín.

## Aktionen Espinas und seiner Anhänger
Die Gruppe rund um Espina wurde erstmals 1996 in der argentinischen Öffentlichkeit bekannt, als sie in der Universidad Nacional de Córdoba die Vorführung des Films Die letzte Versuchung Christi zu verhindern versuchte.
2004 kam es zu einer gewalttätigen Auseinandersetzung zwischen Espina und einer Gruppe Künstler, die im Rathaus der Stadt Córdoba eine Ausstellung organisiert hatten. Der Auslöser war ein Bild, das die Jungfrau Maria beim Koitus mit dem Heiligen Geist zeigte. Die Veranstaltung wurde wegen des Vorfalls ausgesetzt, und in der Folge wurden zwei Mitarbeiter des Bürgermeisteramtes von Córdoba von der Stadtregierung unter Luis Juez, der selbst gläubiger Katholik ist, entlassen, da sie als Verantwortliche für die Veranstaltung ausgemacht wurden.
2007 war die Gruppe gleich mehrfach in den Medien präsent. Im Juni dieses Jahres stürmte Espina mit einer Gruppe Anhänger, unter denen sich auch ein bekannter Hooligan (barrabrava) des Club Atlético Belgrano befand, ein Kulturzentrum und zerstörte sämtliche ausgestellten Kunstwerke eines argentinischen Malers. Auslöser waren mehrere satirische Werke, unter denen besonders eine Krippenszene mit einem Fernseher anstatt des Jesuskindes sowie eine Jungfrau Maria, auf die zwei Engel urinierten, den Zorn der Gruppe hervorriefen. Espina und einige andere wurden in der Folge festgenommen, kamen jedoch bald wieder auf freien Fuß. Der Fall wurde zur dominierenden Schlagzeile in vielen argentinischen Medien.
Im Oktober 2007 behinderte die Gruppe eine Ausstellung der Universität Córdoba zum Thema Meinungsfreiheit, indem sie den Eingangsbereich des Veranstaltungsraums versperrte. Auch in dieser Ausstellung waren der Auslöser satirische Bilder und Plastiken, die sich mit Themen der katholischen Kirche befassten. In der Folge wurde gegen Espina Anzeige erstattet.